# Canon EF 15mm f/2.8 Fisheye
El Canon EF 15mm f/2.8 fisheye és un objectiu fix ull de peix amb muntura Canon EF.
Aquest, va ser comercialitzat per Canon l'abril de 1987, amb un preu de venta suggerit de 650$.
Aquest, és un dels primers objectius que va presentar Canon juntament amb el sistema Canon EOS.
Aquest objectiu s'utilitza sobretot per fotografia de paisatge i per fotografiar espais petits, com habitacions o vehicles, fent ús de la seva focal angular.

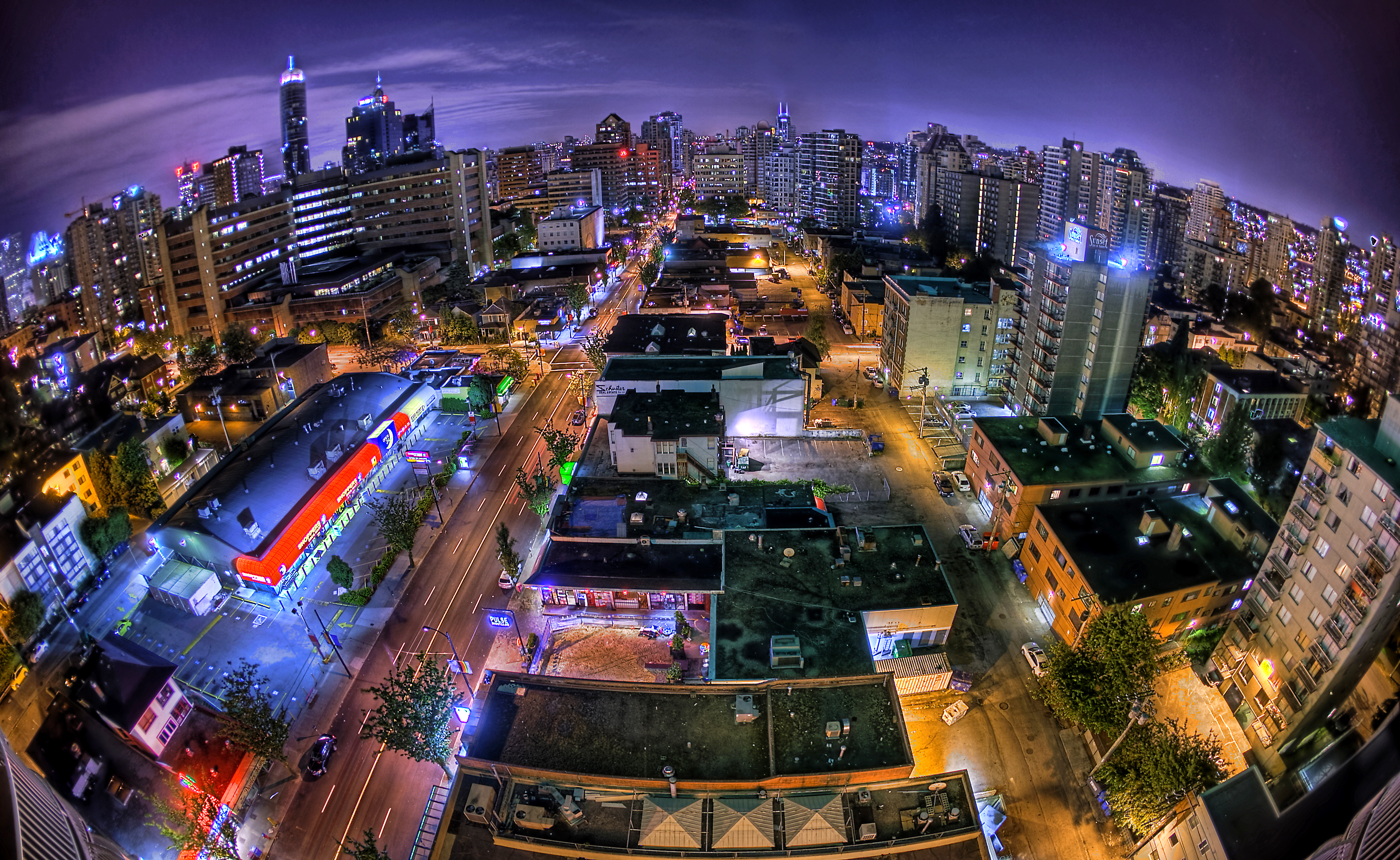
Paisatge de Vancouver fotografiat amb el Canon 15mm f/2.8 fisheye

## Característiques
Les seves característiques més destacades són:
- Distància focal: 15mm
- Obertura: f/2.8 - 22
- Motor d'enfocament: Micromotor d'autoenfocament
- Distància mínima d'enfocament: 20cm
- Distorisió òptica tipus ull de peix
- A f/2.8 ja dona una qualitat òptica molt bona però ombreja una mica les cantonades, a f/4 l'ombrejat és gairabé inexistent.[5]

## Construcció[4]
- El canó és metàl·lic, però l'anell d'enfocament és de plàstic i la muntura de llautó cromat
- Aquest objectiu no consta de rosca frontal però es poden usar filtres de gel, els quals es tallen a mida i es llisquen a la ranura de la part posterior
- El parasol ve integrat a l'òptica
- El diafragma consta de 5 fulles, i les 8 lents de l'objectiu estan distribuïdes en 7 grups

## Accessoris compatibles[2]
- Tapa frontal de 73mm
- Filtres de gel a mida
- Tapa posterior E
- Funda LP814

## Objectius similars amb muntura EF
- Canon EF 14mm f/2.8L USM[6]
- Canon EF 14mm f/2.8L II USM[7]
- Irix 15mm f/2.4 Blackstone[8]
- Samyang 14mm f/2.8 ED AS IF UMC[9]
- Samyang AF 14mm f/2.8 EF[10]
- Samyang MF 14mm f/2.8[11]
- Samyang XP 14mm f/2.4[12]
- Sigma 15mm f/2.8 EX DG fisheye[13]
- Laowa 15mm F4.5 Zero-D Shift[14]
- Zeiss Distagon T* 15mm f/2.8[15]
- Zeiss Milvus 15mm f/2.8[16]